# Mississippi: The Album
Albums de David Banner
Them Firewater Boyz, Vol. 1
(2000) MTA2: Baptized in Dirty Water
(2003)
Singles
1. Like a Pimp
Sortie : 2003
2. Cadillac On 22's
Sortie : 2003

Mississippi: The Album est le deuxième album studio de David Banner, sorti le 20 mai 2003.
L'album s'est classé 1er au Top R&B/Hip-Hop Albums et 9e au Billboard 200.

## Liste des titres
| No  | Titre                                               | Contient un (des) sample(s) de          | Durée |
| --- | --------------------------------------------------- | --------------------------------------- | ----- |
| 1.  | Intro                                               |                                         | 1:22  |
| 2.  | What It Do (featuring Smoke D)                      |                                         | 5:14  |
| 3.  | Might Getcha (featuring Lil Jon)                    |                                         | 5:02  |
| 4.  | Like a Pimp (featuring Lil' Flip)                   | Drag Rap des Showboys Take It Off d'UGK | 4:15  |
| 5.  | Whoremonger                                         |                                         | 1:03  |
| 6.  | Fuck 'Em (featuring Pastor Troy)                    |                                         | 4:43  |
| 7.  | Mississippi                                         |                                         | 5:05  |
| 8.  | Cadillac on 22's                                    | Destiny des Jackson Five                | 4:25  |
| 9.  | Fast Life (featuring Ax)                            |                                         | 4:53  |
| 10. | Choose Me (featuring Sky Keeton)                    |                                         | 4:26  |
| 11. | Really Don't Wanna Go (featuring B-Flat et Marcus)  |                                         | 3:26  |
| 12. | So Trill                                            |                                         | 3:15  |
| 13. | My Shawty (featuring Fiend)                         |                                         | 3:55  |
| 14. | Phone Tap                                           |                                         | 1:53  |
| 15. | Bush                                                |                                         | 3:01  |
| 16. | Bring It On (featuring J Da Groover et Mississippi) |                                         | 4:15  |
| 17. | Still Pimpin' (featuring Kamikaze et Marcus)        |                                         | 7:12  |
| 18. | Outro                                               |                                         | 2:04  |

| 19. | Fire Falling | 4:38 |